# General Catalogue of Stellar Radial Velocities
El General Catalogue of Stellar Radial Velocities (en inglés Catálogo General de Velocidades Radiales de Estrellas) es un catálogo estelar que incluye velocidades radiales para 15 106 estrellas. 
Fue recopilado por Ralph Elmer Wilson y publicado por el Carnegie Institution of Washington en 1953. 
Muchas de las medidas de velocidad se llevaron a cabo desde el Observatorio Monte Wilson.

## Nomenclatura
Las entradas del catálogo aparecen con la sigla GCRV de acuerdo al formato GCRV NNNNN, siendo NNNNN menor de 15 107. En la siguiente tabla figuran entradas de este catálogo de algunas estrellas ordenadas según la distancia a la que se encuentran.
| Número de catálogo GCRV | Nombre común  | Constelación | Velocidad radial (km/s) | Características destacables                                               |
| ----------------------- | ------------- | ------------ | ----------------------- | ------------------------------------------------------------------------- |
| GCRV 11260              | Ross 154      | Sagitario    | -4,0                    | Enana roja; séptima estrella más cercana al Sistema Solar                 |
| GCRV 998                | Gliese 75     | Casiopea     | +2,8                    | Enana naranja y estrella variable BY Draconis                             |
| GCRV 10581              | Iota Pavonis  | Pavo         | +29,7                   | Enana amarilla y análogo solar a 58 años luz del Sistema Solar            |
| GCRV 5425               | 18 Puppis     | Puppis       | +37,7                   | Estrella binaria compuesta por una enana blanco-amarilla y una enana roja |
| GCRV 12881              | Zeta Delphini | Delphinus    | -25,0                   | Estrella blanca de la secuencia principal distante 227 años luz           |
| GCRV 5359               | Naos          | Puppis       | -24,0                   | La estrella de tipo espectral O más brillante del cielo nocturno          |